# Nikki Gentile
Nikki Gentile, pseudonimo di Nicolette Frances Pezzello (Yonkers, 23 marzo 1954) è un'attrice e modella statunitense.

## Biografia

Nel film Culastrisce nobile veneziano

Nel film Ring

Nel film La compagna di banco

Nel film L'insegnante va in collegio

Statunitense di nascita, ma italiana di terza generazione, è registrata all'anagrafe con il nome di Nicolette Frances. Nata a Yonkers, città della Contea di Westchester nello stato di New York, si trasferisce ben presto con la famiglia nel Bronx. Fin da ragazza manifesta una notevole predisposizione per lo studio: si iscrive al college e ottiene il diploma di laurea presso la School of Visual Arts di New York non ancora diciottenne.
Il suo interesse per il mondo della moda si concretizza nella creazione di giacche e mantelle; la sua collezione suscita l'attenzione di Helen Gurley Brown, che accetta di immortalarli sulle pagine del magazine Cosmopolitan, del quale è l'editrice. A Nikki toccherà posare come modella per il servizio fotografico. Quelle foto non passano inosservate. Poco tempo dopo, infatti, l'agenzia Wilhelmina di New York la mette sotto contratto, inserendola nella propria scuderia di modelle.
Nikki viene mandata in Europa, insieme ad altre modelle, per fare nuove esperienze professionali e sfilare sulle passerelle di Milano, Londra e Parigi. Giunta in Italia nel 1972, all'età di diciotto anni, esercita la professione di modella prima di approdare al mondo del cinema, dopo aver preso parte anche ad alcune pubblicità per la televisione.
Debutta nel 1976 con una piccola parte a fianco di Marcello Mastroianni nel film Culastrisce nobile veneziano, diretto da Flavio Mogherini. La scelta del nome da citare nei crediti del film cade su Nikki Gentile. 
Sempre nel 1976 prende parte al film Febbre da cavallo diretto da Steno, interpretando il ruolo di Mafalda. Nel 1977, diretta da Mariano Laurenti, appare nel film La compagna di banco, girato a Trani.
Nel 1978 Nikki Gentile si esibisce anche come speaker radiofonica sostituendo Ilona Staller, che nel frattempo iniziava a interessarsi di politica. Il 1978 è l'anno più prolifico per Nikki Gentile, che partecipa a una coproduzione italo-francese dal titolo I grossi bestioni.
Prima di rientrare negli Stati Uniti e chiudere la sua carriera, nel 1979 fa un'apparizione anche sul piccolo schermo, prendendo parte ad un episodio della serie Il ritorno di Simon Templar.
In seguito apre un'agenzia per modelle.

## Filmografia
- Culastrisce nobile veneziano, regia di Flavio Mogherini (1976)
- Febbre da cavallo, regia di Steno (1976)
- La compagna di banco, regia di Mariano Laurenti (1977)
- Ring, regia di Luigi Petrini (1977)
- L'insegnante va in collegio, regia di Mariano Laurenti (1978)
- I grossi bestioni (L'amour chez les poids lourds), regia di Jean-Marie Pallardy (1978)
- Eros Perversion (As You Like It), regia di Ron Wertheim (1979)
- Il ritorno di Simon Templar (Return of the Saint) – serie TV, episodio 1x18 (1979)